# أنطونيو خوسيه كانياس
أنطونيو خوسيه كانياس (بالإسبانية: Antonio José Cañas)‏ (و. 1785 – 1844 م) هو سياسي من السلفادور .
| المناصب السياسية                     | المناصب السياسية           | المناصب السياسية       |
| ------------------------------------ | -------------------------- | ---------------------- |
| سبقه Timoteo Menéndez                | رئيس السلفادور (مؤقت) 1839 | تبعه فرانسيسكو مورازان |
| سبقه مجلس بلدية سان سلفادور (acting) | رئيس السلفادور (مؤقت) 1840 | تبعه نوربيرتو راميريز  |